# Bahnradsport-Weltmeisterschaften 1956
Die Bahnradsport-Weltmeisterschaften 1956 fanden vom 27. August bis 2. September 1956 auf der Radrennbahn in Ordrup bei  Kopenhagen statt. Dänemark war damit zum neunten Mal Gastgeber einer Bahn-WM. Die aus dem Jahr 1888 stammende und inzwischen mehrfach erneuerte Radrennbahn war aus Zement und 370 Meter lang.
Bei der Siegerehrung der Steher kam es zu einem Eklat: UCI-Präsident Achille Joinard sollte dem Sieger, dem Australier Graeme French, das Regenbogentrikot überstreifen; French saß jedoch noch auf einer Bank, um nach dem anstrengenden 100-Kilometer-Rennen zu verschnaufen. Der UCI-Präsident warf das Trikot verärgert auf einen Tisch und überließ die Siegerehrung einem anderen Präsidiumsmitglied. Bei einer späteren Siegerehrung wurde Joinard von den rund 14 000 Zuschauern wegen dieses „Faux pas“, wie die dänische Presse es kritisch nannte, ausgepfiffen. Später entschuldigte sich der UCI-Präsident öffentlich für sein Verhalten, nachdem ihm der dänische Radsportverband eine ihm zugedachte Ehrung zunächst nicht zukommen lassen wollte.
Die westdeutsche Mannschaft des Bundes Deutscher Radfahrer konnte lediglich Erfolge bei den parallel laufenden Hallenradsport-Weltmeisterschaften erringen, was den Spiegel zu der Feststellung bewog:

„Erheblich mehr Plätze belegten die Deutschen bei einem festlichen Empfang der Internationalen Radfahrer-Union (UCI) im Kopenhagener Hotel Richmond, denn der Vorstand des finanziell schwachen Bundes Deutscher Radfahrer e. V. (BDR) war – mit einem Spesen-Tagessatz von 35 Mark und freier Reise – vollzählig zur Stelle.“

Um die Betreuung der Sportler sei es indes schlecht bestellt gewesen: Für einen Fahrer gab es kein Hotelzimmer, die Funktionäre machten lieber Besichtigungen, als sich die Rennen anzuschauen, und es waren zu wenig Trikots mitgenommen worden, so dass zwei Fahrer ein Trikot abwechselnd anziehen mussten. Zudem hatten es die Vertreter des BDR verabsäumt, wie von den dänischen Organisatoren erwünscht, eine Schallplatte mit der Nationalhymne mitzubringen.

## Resultate der Profis
| Disziplin                | Platz | Land                   | Athlet                                   |
| ------------------------ | ----- | ---------------------- | ---------------------------------------- |
| Sprint                   | 1     | Italien                | Antonio Maspes                           |
|                          | 2     | Vereinigtes Königreich | Reg Harris                               |
|                          | 3     | Schweiz                | Oscar Plattner                           |
| Einerverfolgung (5000 m) | 1     | Italien                | Guido Messina                            |
|                          | 2     | Frankreich             | Jacques Anquetil                         |
|                          | 3     | Dänemark               | Kay Werner Nielsen                       |
| Steherrennen (100 km)    | 1     | Australien             | Graeme French/Georges Grolimund          |
|                          | 2     | Spanien                | Guillermo Timoner/Felicien Van Ingelghem |
|                          | 3     | Schweiz                | Walter Bucher/Arthur Pasquier            |

## Resultate der Amateure
| Disziplin                | Platz | Land                   | Athlet            |
| ------------------------ | ----- | ---------------------- | ----------------- |
| Sprint                   | 1     | Frankreich             | Michel Rousseau   |
|                          | 2     | Argentinien            | Jorge Bátiz       |
|                          | 3     | Italien                | Guglielmo Pesenti |
| Einerverfolgung (4000 m) | 1     | Italien                | Ercole Baldini    |
|                          | 2     | Italien                | Leandro Faggin    |
|                          | 3     | Vereinigtes Königreich | John Geddes       |